# Bruce Nauman

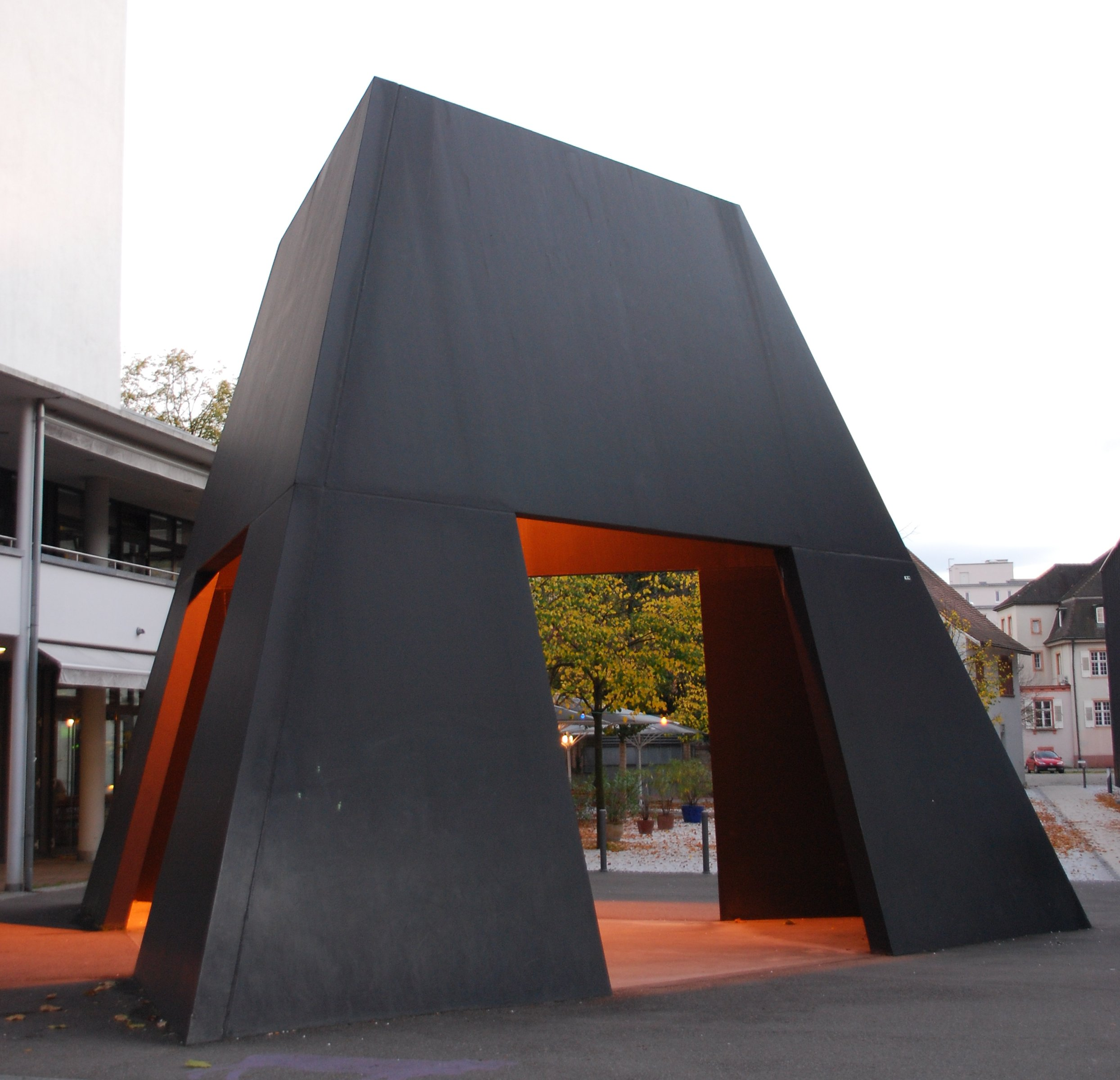
Truncated Pyramid Room von Nauman in Lörrach

Bruce Nauman (Fort Wayne, Indiana, 1941. december 6. –) amerikai művész. Szobrász, fotós, videó művész, performansz művész.
Bruce Naumann művészetében saját testi valójára figyel.

## Művei
- A művész képmása szökőkút alakjában: (1966) 1966-ban közreadta tulajdon fényképét, amint vizet köp, mint valami szökőkút.  A képnek – Joyce és Dylan Thomas nyomdokait követve – A művész képmása szökőkút alakjában címet adta. A szökőkutak általában heroikus férfiaktok szoktak lenni. Ezt parodizálja Naumann. Itt a művész mint a bölcsesség és termékenység megtestesítője jelenik meg.
- Art make-up filmek: Metaforikusan kitörli magát. Különböző színű arcfestékkel keni be arcát. Fehérrel, vörössel, zölddel, majd feketével. Önmaga mint festőfelület értelmezhető.
- Műterem: Négyzetes alaprajzú műtermét járja körül. Testével letapogatja műtermét. Ez egy séta emelkedett stílusban.
- Installáció Yoko Ono lakásában: Eltűnő vidám alakokat lehet látni.